# Aneika Henry
Aneika Henry, née le 13 février 1986, est une joueuse jamaïcaine professionnelle de basket-ball.

## Biographie
Elle découvre le basket-ball tardivement au lycée. Après deux années réussies au Seminole Community College, elle intègre la renommée Université de Floride où en seulement deux années elle réussit 110 contres soit la sixième performance historique de l'université.
Non draftée, elle commence sa carrière en Espagne à CB Islas Canarias (9,7 points et 6 rebonds en championnat; 14 points et 8,7 rebonds de moyenne en Eurocoupe). En 2010-2011, elle passa à Saragosse (9 points et 6 rebonds en championnat; 11,1 points et 8,5 rebonds de moyenne en Eurocoupe) puis découvre l'Euroligue en Pologne avec Lotos Gdynia (12,9 points, 7,6 rebonds et 1,1 passe décisive en championnat; 13,6 points, 9,1 rebonds et 1 passe décisive en 32 minutes en Euroligue). Après un été en WNBA, elle retrouve pour 2012-2013 l'Espagne et l'Euroligue avec Rivas Ecópolis.
Signée pour la pré-saison du Storm de Seattle du 15 mars au 17 mai 2011, elle n'est pas conservée, mais fait ses débuts en WNBA l'année suivante au Dream d'Atlanta pour 4,8 point, 4,1 rebonds et 0,88 contres par rencontre.
A Rivas Ecopolis, elle inscrit en moyenne 11,4 point en saison régulière. En demi-finales, elle marque 16 points, 11 rebonds, 2 interceptions, 2 passes décisives et un contre contre Ibiza pour qualifier l'équipe pour les finales.
Pour la saison 2014-2015, elle signe pour le club chinois des Guangdong Dolphins. Elle finit la saison en Italie en Série A1 à Venise (14,1 points et 11,9 rebonds de moyenne). Pour la saison 2015-2016, elle signe en Turquie avec Mersin BSB.
Au début de 2016, elle signe un contrat de deux ans en faveur du Sun du Connecticut.

## Équipe nationale
En juin 2015, le Dream d'Atlanta annonce que Tiffany Hayes et Aneika Henry manqueront cinq rencontres WNBA pour participer aux... Jeux européens à Bakou pour participer aux compétitions de 3×3 sous les couleurs de l'Azerbaïdjan, ce tournoi ne limitant pas la participation des naturalisés.

## Clubs
- 2000-2004 :  Coral Gables Senior Hgh School
- 2005-2007 :  Seminole Community College
- 2007-2009 :  Gators de la Floride
- 2009-2010 :  CB Islas Canarias
- 2010-2011 :  Mann Filter Zaragoza
- 2011-2012 :  Lotos Gdynia
- 2012-2013 :  Rivas Ecópolis
- 2014-2015 :  Guangdong Dolphins
- 2014-2015 :  Venise
- 2015- :  Mersin BSB

WNBA
- 2011 :  Storm de Seattle (pré-saison)
- 2012-2015 :  Dream d'Atlanta
- 2016 :  Sun du Connecticut
- 2017 :  Dream d'Atlanta

## Palmarès
- Coupe de la Reine : 2011, 2013[9]